# Lowell Weicker
Lowell Palmer Weicker Jr. (Parigi, 16 maggio 1931 – Middletown, 28 giugno 2023) è stato un politico statunitense, governatore del Connecticut dal 1991 al 1995.
Dal 1971 al 1989 ha anche ricoperto la carica di senatore sempre per lo stato Connecticut.

## Biografia
Di discendenze tedesche, dopo essersi laureato alle università di Yale e della Virginia, si arruola alla United States Army ricoprendo il grado di primo tenente.
Repubblicano, è stato deputato al congresso del Connecticut, prima di approdare al Congresso statunitense per il 4º distretto del Connecticut dal 1969 al 1971, anno in cui è entrato in carica come senatore per il Connecticut dopo la sua elezione dell'anno precedente.
Nel 1979 si candidò inoltre alla presidenza degli Stati Uniti alle primarie repubblicane del 1980, salvo poi ritirarsi pochi mesi dopo a seguito dei consensi molto bassi. Mantenne la carica di senatore fino al 1989, poco prima di diventare indipendente.
Nel 1990 viene eletto governatore del Connecticut sempre da indipendente, governando per un solo mandato fino al 1995, quando decise di non ripresentarsi per un secondo.